# Yulia Ryzhova
Yulia Ryzhova (Kišinev, 10 dicembre 1971) è un'ex cestista moldava.

## Carriera
Con la Moldavia ha disputato due edizioni dei Campionati europei (1995, 1997).